# اریک چهاردهم
اریک چهاردهم ‏ (۱۳ دسامبر ۱۵۳۳ – ۲۶ فوریه ۱۵۷۷) شاه سوئد از ۱۵۶۰ تا زمان برکناری اش در ۱۵۶۸ بود. اریک چهاردهم پسر گوستاو یکم (۱۴۹۶–۱۵۶۰) و کاترین ساکس-لونبورگ (۱۵۱۳–۳۵) بود. او همچنین، فرمانروای استونی نیز بود؛ سرزمینی که در ۱۵۶۱ میلادی توسط سوئد فتح گردید.
او فردی بی‌نهایت جاه طلب در امور سیاسی بود. او دچار مشکلات روحی و روانی بود و در اوایل حکومتش نیز نشانه‌هایی از شیزوفرنی در وی نمایان گشته بود. برخی از پژوهشگران بر این باورند که این بیماری، از اوایل فرمانروایی اریک آغاز شده بود.
اریک به دلیل نداشتن محبوبیت میان رهبران سوئد، برکنار و زندانی گشت و در سال ۱۵۷۷ در همان جا درگذشت. براساس کشفیات باستان‌شناسی در ۱۹۵۸ میلادی، مشخص شد که اریک در زندان توسط زهر آرسنیک به قتل رسیده‌است.

## اریک چهاردهم در ادبیات
زندگی اریک چهاردهم موضوع نمایش‍نامه اگوست استریندبرگ (۱۸۴۹–۱۹۱۲)، نمایشنامه نویس معروف سوئدی است که در سال ۱۸۹۹ اجرا شد.